# Droga krajowa B16 (Niemcy)
Droga krajowa 16 (niem. Bundesstraße 16, B 16) – niemiecka droga krajowa przebiegająca  ze wschodu na południe od skrzyżowania z drogą B85 koło Rodingu przez Regensburg, Manching, Ingolstadt, Donauwörth, Dillingen, do Füssen w Bawarii.

## Miejscowości leżące przy B16
Roding, Walderbach, Nietenau, Stadlhof, Bernhardswald, Wenzenbach, Gonnersdorf, Ödenthal, Regensburg, Pentling, Großberg, Graßlfing, Bad Abbach, Saal an der Donau, Kelheim, Abensberg, Biburg, Mühlhausen, Neustadt an der Donau, Münchsmünster, Ilmendorf, Rokolding, Ernsgaden, Manching, Ingolstadt, Zuchering, Hagau, Weichering, Neuburg an der Donau, Oberhausen, Burgheim, Rain, Genderkingen, Donauwörth, Tapfheim, Schwenningen, Höchstädt, Steinheim, Dillingen, Lauingen (Donau), Gundelfingen, Günzburg, Kötz, Hochwang, Ischenhausen, Ellzee, Wattenweiler, Höselhurst, Krumbach, Aletshausen, Loppenhausen, Pfaffenhausen, Hausen, Mindelheim, Helchenried, Großried, Ingenried, Pforzen, Kaufbeuren, Biessenhofen, Marktoberdorf, Rieder, Stötten am Auerberg, Steinbach, Roßhaupten, Rieden am Forggensee, Füssen.